# Бушмин, Евгений Васильевич
Евгений Васильевич Бушмин — советский хозяйственный деятель.

## Биография
Родился в 1930 году в селе Левая Россошь. Член КПСС.
Окончил Воронежский авиационный техникум, Челябинский политехнический институт.
В 1950—1981 гг. — техник, инженер, начальник группы, начальник сектора, заместитель начальника отдела разработки боевых блоков СКБ-385 (ныне Государственного ракетного центра «Конструкторское бюро имени академика В. П. Макеева»)
В 1981—1991 гг. — руководящий работник Министерства общего машиностроения СССР.
Лауреат Государственной премии СССР 1980 года закрытым Постановлением Совета Министров и ЦК КПСС.
Умер в 2021 году в Москве.

## Награды
- Орден Ленина (1961)
- Орден Октябрьской Революции (1975)
- Орден Трудового Красного Знамени (1969)